# メセン
メセンは、ハマミズナ科（ツルナ科）の多肉植物のうち、観賞用に栽培されるものの通称である。

## 語源
かつてこの植物群の大半がメセンブリアンテマムMessembryanthemum属に分類されていたことによる。これらは、日が当たると開花し、日陰や曇天、夜間などは花を閉じることから、はじめ「真昼の花」という意味でMessembrianthemumと名付けられたが、その後、夜間にも開花するものが発見され、「中程度の果実の花」の意味のMessembryanthemumに改められた。長い名前のため、日本ではメセンと略称され、「女仙」の漢字が当てられたが、これはサボテン（漢字で「仙人掌」と表記）がとげに覆われていて男性的なのに対し、メセンはすべすべした肌で、様々な紋様で装い、女性的なところから、「女性的な仙人掌に似た植物」という意味で、つけられたものである。

## 性状
大半は南アフリカの原産だが、一部オーストラリア・ニュージーランド・カナリア諸島・アラビアなどに原産するものがある。茎と葉が合体して玉状や鞍状の固まりになり、それが分裂して、横へ広がって生育して行く。花弁はなく、仮雄蘂が花弁状に変化したものが放射状に多数あり、菊やサボテンの花に似ている。半耐寒性で暑さに弱い。

## 栽培
繁殖は実生または株分けによるが、タネは非常に小さく、また、観賞できる株に仕上げるためには数年かかるので、一般の人は苗を買ってきた方がよい。一般の園芸店やホームセンターにはあまり出回っていないが、長野や岐阜など中部地方の高原地帯を中心に、専門業者がいくつかあり、通信販売で買うことができる。
鉢植えにして室内で栽培し、冬は十分に日に当てるが、夏は遮光して強い日差しに当てないようにする。土は「サボテンの培養土」を用い、水やりは、乾いたら十分にやる程度にし、夏はあまり灌水しない方がよい。

## 分類
現在40属以上、千数百種が知られている。代表的なものは、コノフィツムとリトープスである。